# Olympia Centre
Olympia Centre é um arranha-céu com 222.9 metros (731 pés). Edificado na cidade de Chicago, Estados Unidos, foi concluído em 1986 com 63 andares.